# Wet lease

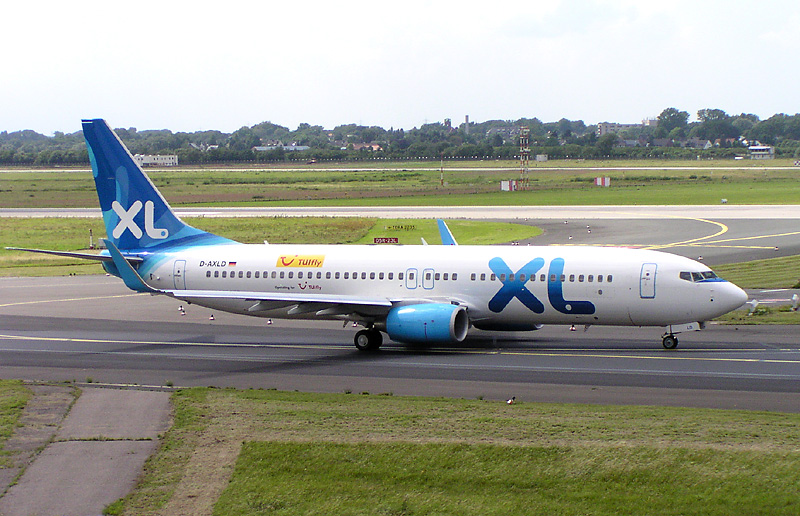
Een Boeing 737 van XL Airways Germany. De sticker op de zijkant geeft aan dat het vliegtuig tijdelijk door TUIfly geleaset is.

Een wet-leaseovereenkomst (ook wel ACMI-lease geheten) is een leaseovereenkomst tussen twee luchtvaartmaatschappijen waarbij de ene maatschappij (lessor) een vliegtuig, bemanning, onderhoud en verzekering (ACMI = aircraft, crew, maintenance, insurance) levert, terwijl de leasenemer (lessee) over het algemeen alle andere operationele kosten (kerosine, luchthavenbelasting enz.) en verplichtingen op zich neemt. De lessee staat ook in voor de verkoop en marketing, levert het vluchtnummer en betaalt de lessor een vergoeding per uur of per maand. 
Een wet-leaseovereenkomst wordt in het algemeen aangegaan voor periode van één maand tot twee jaar. Kortere overeenkomsten zijn eerder ad-hoccharters. 
Een wet-leaseovereenkomst wordt gewoonlijk gebruikt bij pieken in het luchtverkeer of bij groot onderhoud van vliegtuigen. Daarnaast wordt zij ook wel gebruikt om nieuwe routes te introduceren.
Een vliegtuig dat op deze manier geleaset wordt, kan ook op luchthavens vliegen waar de luchtvaartmaatschappij met de rest van haar vloot niet terecht kan.
Afhandeling op de grond wordt meestal gedaan door de lessee, al verschilt dit van land tot land. Soms voorziet de lessor dit ook. Varianten van de wet-leaseovereenkomst zijn de code-sharingovereenkomst en de block-seatovereenkomst.
Dry lease is het leasen van enkel een vliegtuig. Wanneer een luchtvaartmaatschappij voor minder dan de hele bemanning zorgt, spreekt men ook weleens van een damp-leaseovereenkomst.